# 草津テレビ

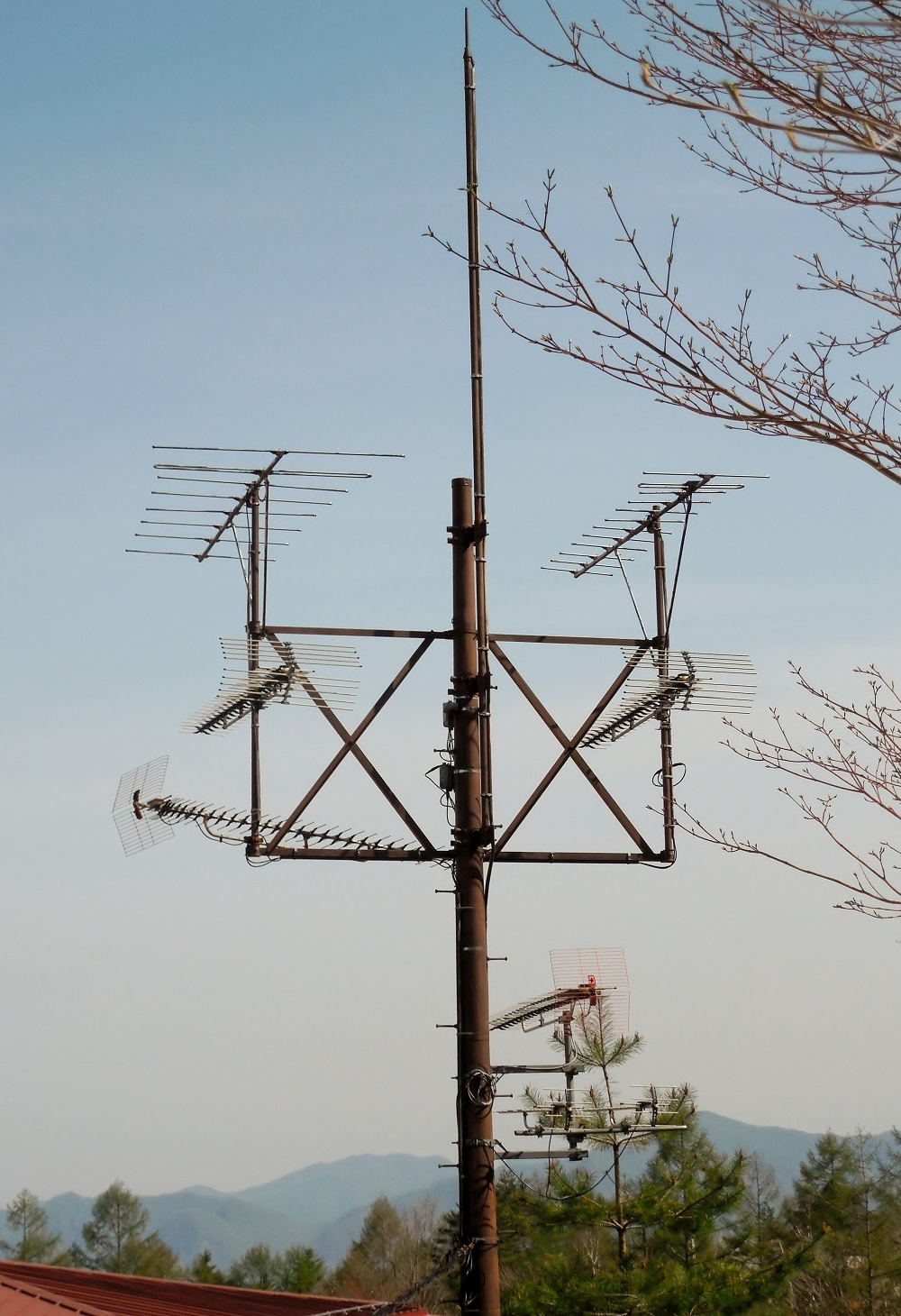
草津テレビの受信地点設備 (草津小学校裏手)

株式会社草津テレビ（くさつテレビ）は、群馬県吾妻郡草津町に本社のあるケーブルテレビ局である。1971年に草津温泉テレビ共同聴視として設立。一方、1972年7月には草津テレビ放送組合が設立され、1974年9月に両者が合併し草津テレビ放送組合が引き継がれた。2000年9月に現在の法人へと移行した。
略称はKTV。同じ略称を使用している関西テレビ放送との資本関係は無い。

## サービスエリア
- 群馬県吾妻郡草津町

## 主な放送チャンネル

### テレビ局
| アナログ | デジタル | 放送局     |
| -------- | -------- | ---------- |
| 1        | TV011    | NHK総合    |
| 3        | TV021    | NHKEテレ   |
| 41       | TV031    | 群馬テレビ |
| 4        | TV041    | 日本テレビ |
| 10       | TV051    | テレビ朝日 |
| 6        | TV061    | TBSテレビ  |
| 12       | TV071    | テレビ東京 |
| 8        | TV081    | フジテレビ |
| 9        | TV111    | 自主放送   |

- 町内の草津小学校裏手の高台に受信設備を持っており、在京局については東京からの電波を直接受信して配信を行っている。[1]